# ثيري سيكي
ثيري سيكي (18 أكتوبر 1968 بهوي في بلجيكا - ) هو مدرب كرة قدم ولاعب كرة قدم بلجيكي في مركز الدفاع. شارك مع منتخب بلجيكا لكرة القدم. أما مع النوادي، فقد لعب مع بيرسخوت إيه سي وستاندارد لييج وسيركل بروج ونادي رويال شارلروا ونادي لوفيرواز.

## روابط خارجية
- ثيري سيكي على موقع قاعدة بيانات كرة القدم.إي يو (الإنجليزية)